# Joodse begraafplaats (Den Haag)
De Joodse begraafplaats in Den Haag ligt in de Archipelbuurt, aan de Scheveningseweg schuin tegenover het Vredespaleis. De begraafplaats is sinds 1967 opgenomen in het register van rijksmonumenten. Het beheer wordt gevoerd door de Stichting tot instandhouding van de Joodse Begraafplaats te 's-Gravenhage. De begraafplaats is afgesloten maar de sleutel van de toegangspoort is te verkrijgen bij het hoofdkantoor van NIBC, Carnegieplein 4 (aan de overzijde van de Burgemeester Patijnlaan).

## De begraafplaats

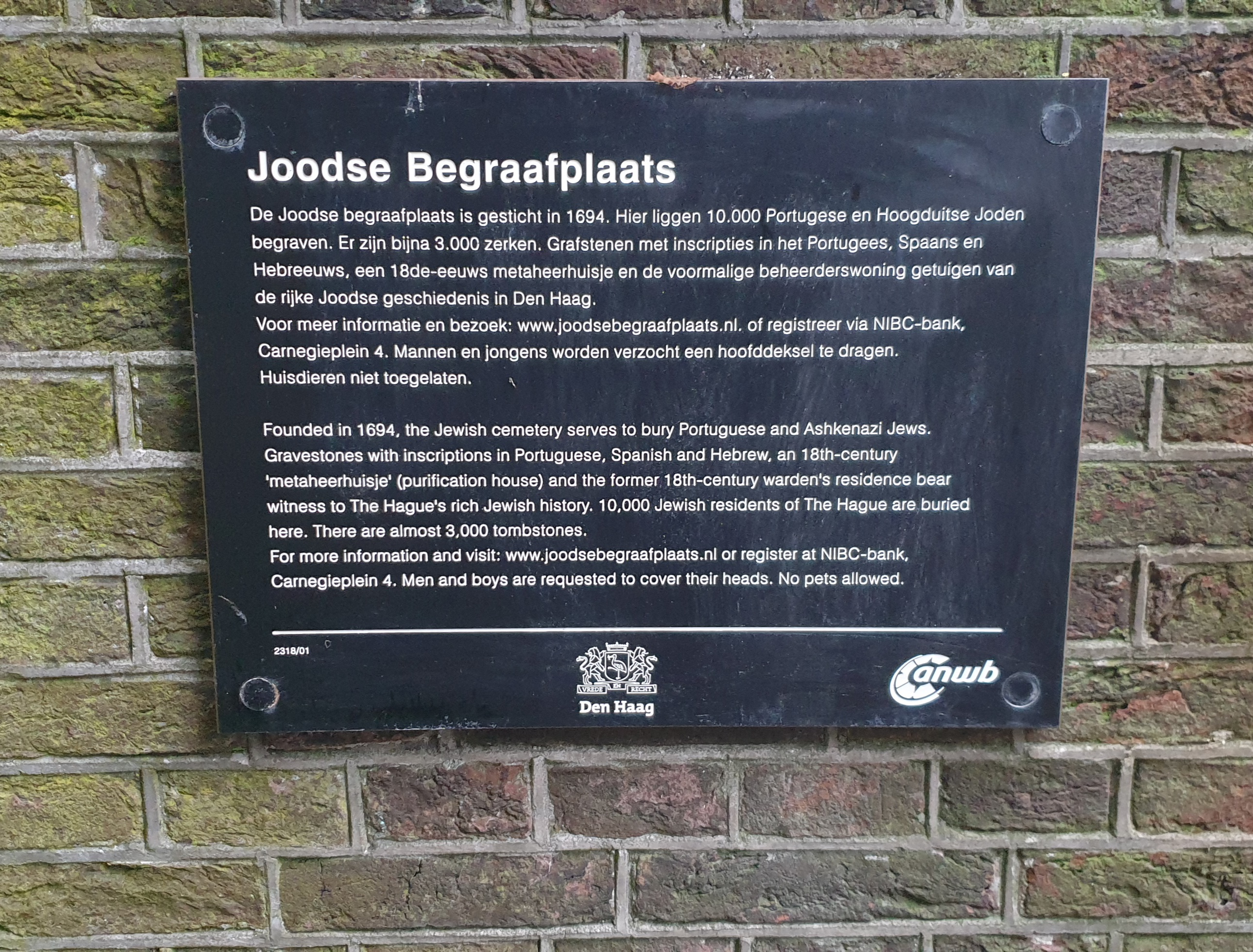
Tekstbord, ingang Joodse begraafplaats in Den Haag

In 1694 werd een weiland aan de Scheveningseweg aangekocht voor het inrichten van een begraafplaats voor Portugese- en Hoogduitse Joden. De begraafplaats was bij aanvang maar 84 m² groot, in de loop der eeuwen vond door aankoop van aanliggende gronden meerdere malen uitbreiding plaats. In 1710 kwam er apart Hoogduits gedeelte dat verreweg het grootste is. In 1906 was ook dat geheel in gebruik en werd een nieuwe begraafplaats gesticht in Wassenaar. De stenen muur om de begraafplaats dateert uit 1867. Op het Portugese deel van de dodenakker kan anno 2016 nog steeds begraven worden. 
Centraal op de begraafplaats staat het metaheerhuisje waarin de doden gereed worden gemaakt voor de begrafenis. Een bijzonder grafmonument is dat van de negentiende-eeuwse schilder Salomon Verveer.
Er liggen ongeveer 10.000 mensen begraven op de begraafplaats waaronder ook de schilder Jozef Israëls. Er zijn ruim 2.800 graftekens. De grafstenen zijn merendeels van dezelfde afmeting, een uitdrukking van het feit dat volgens het jodendom na het sterven iedereen gelijk is. 
Een deel ervan is door de eeuwen heen beschadigd, onder andere door boomwortels. Andere zijn vernield in de Tweede Wereldoorlog, bij de aanleg van Duitse loopgraven op de begraafplaats en als gevolg van een Engelse vliegtuigbom. In het jodendom heerst de opvatting dat alle materie op de begraafplaats van de doden is en daar moet blijven. Brokstukken van zerken die bij de restauratie van de muur om het gebied tevoorschijn kwamen zijn neergelegd in een klein monument dat in 2009 werd ontworpen en uitgevoerd door leerlingen van twee Haagse scholen.

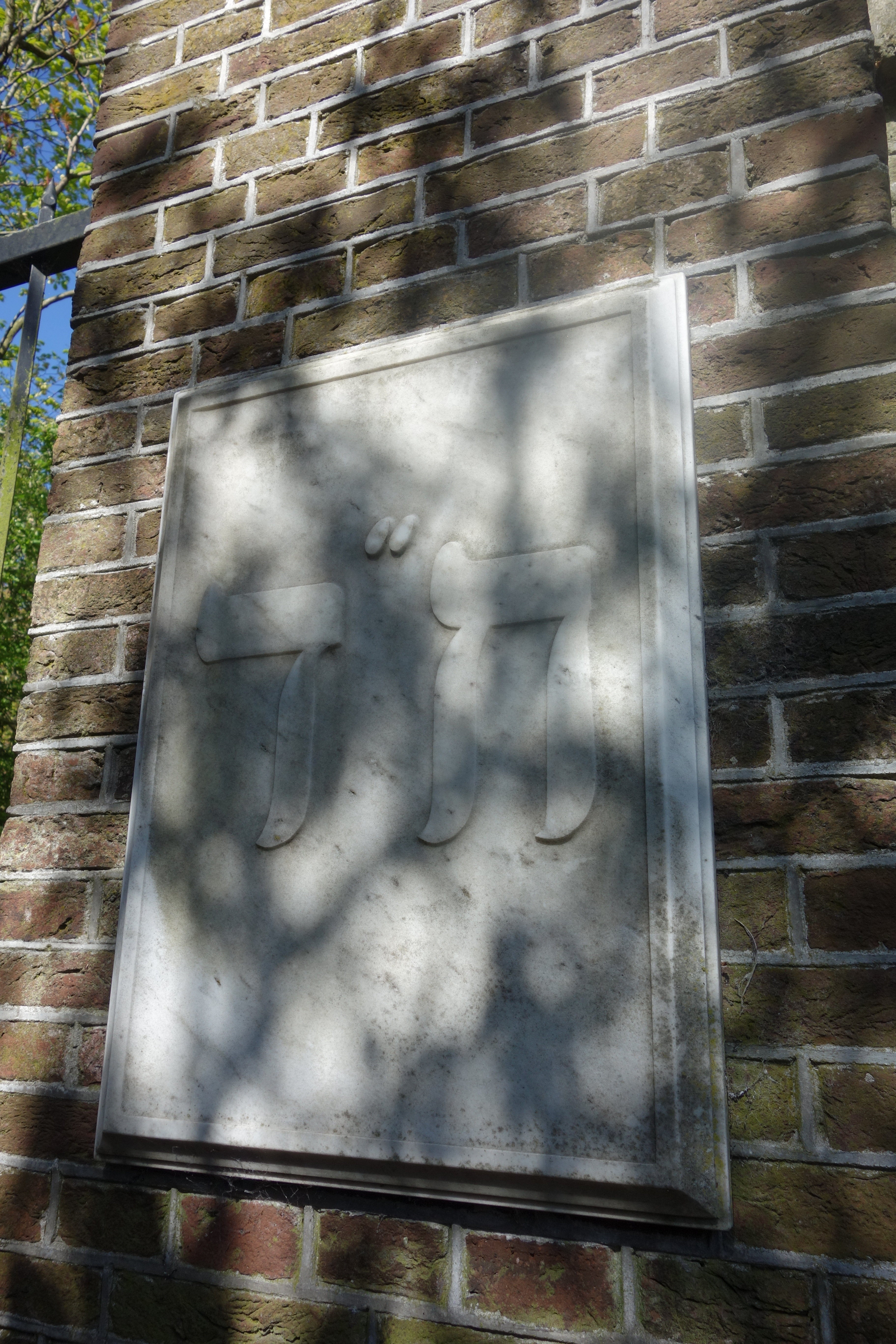
Ingang
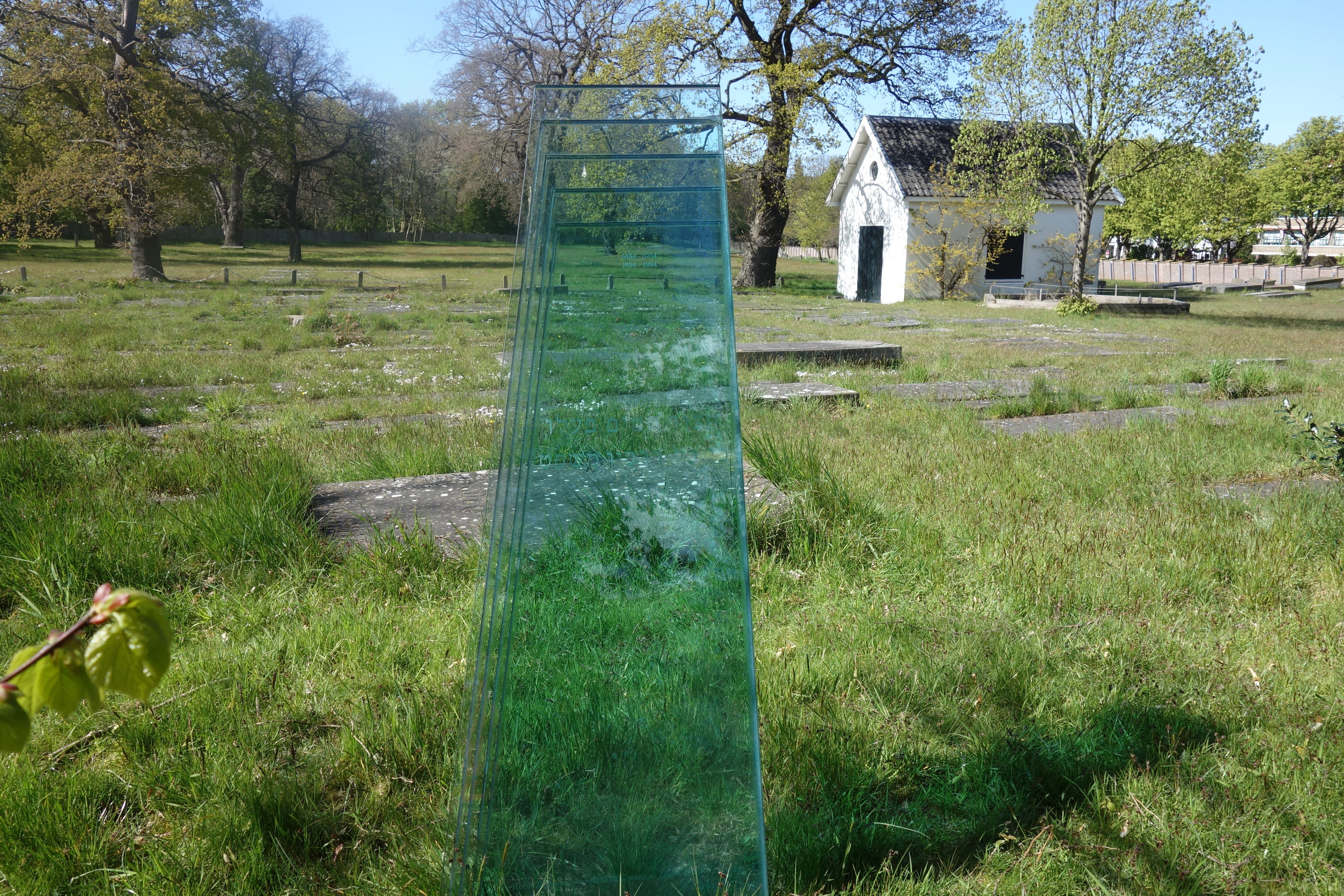
Metaheerhuisje
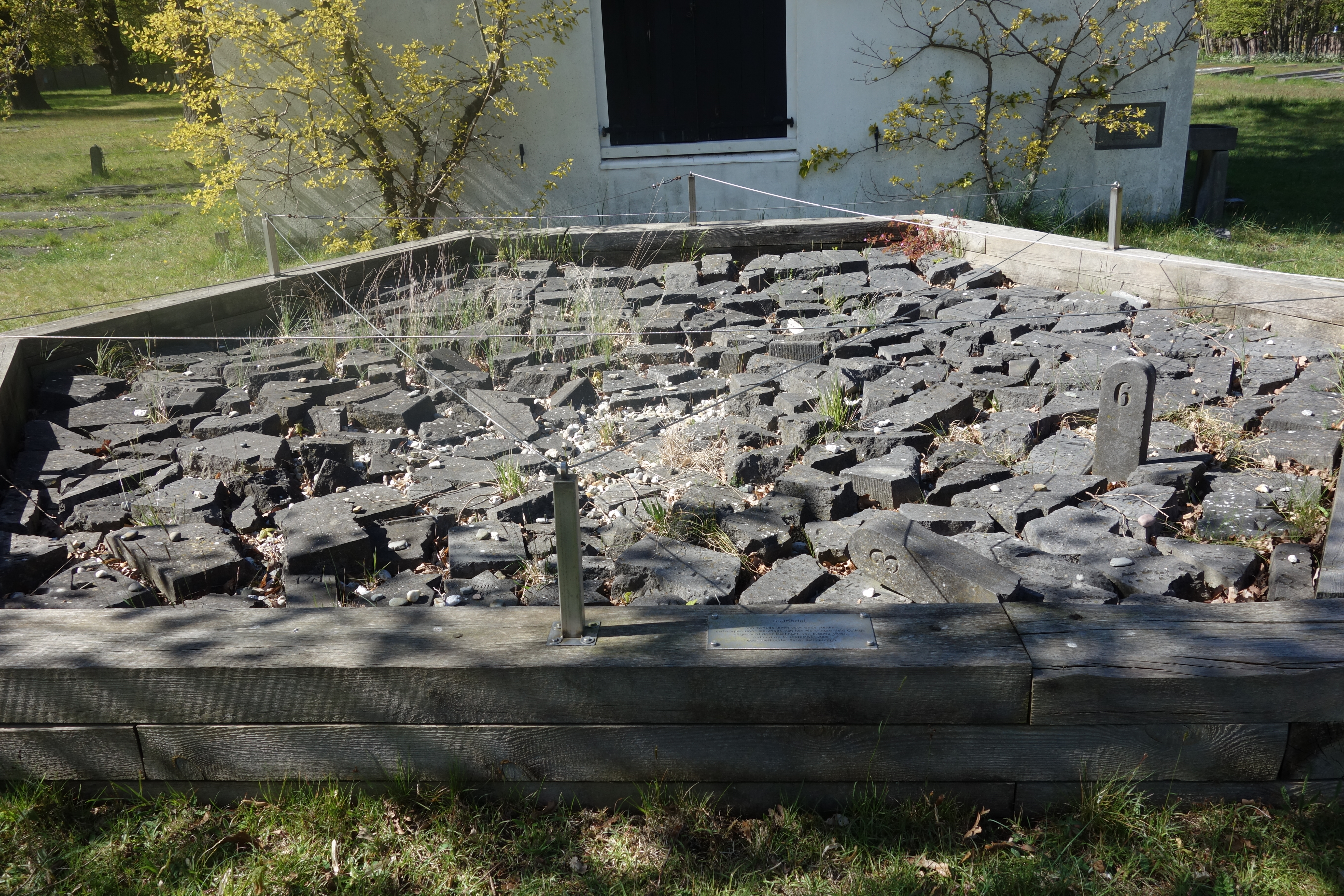
Monument
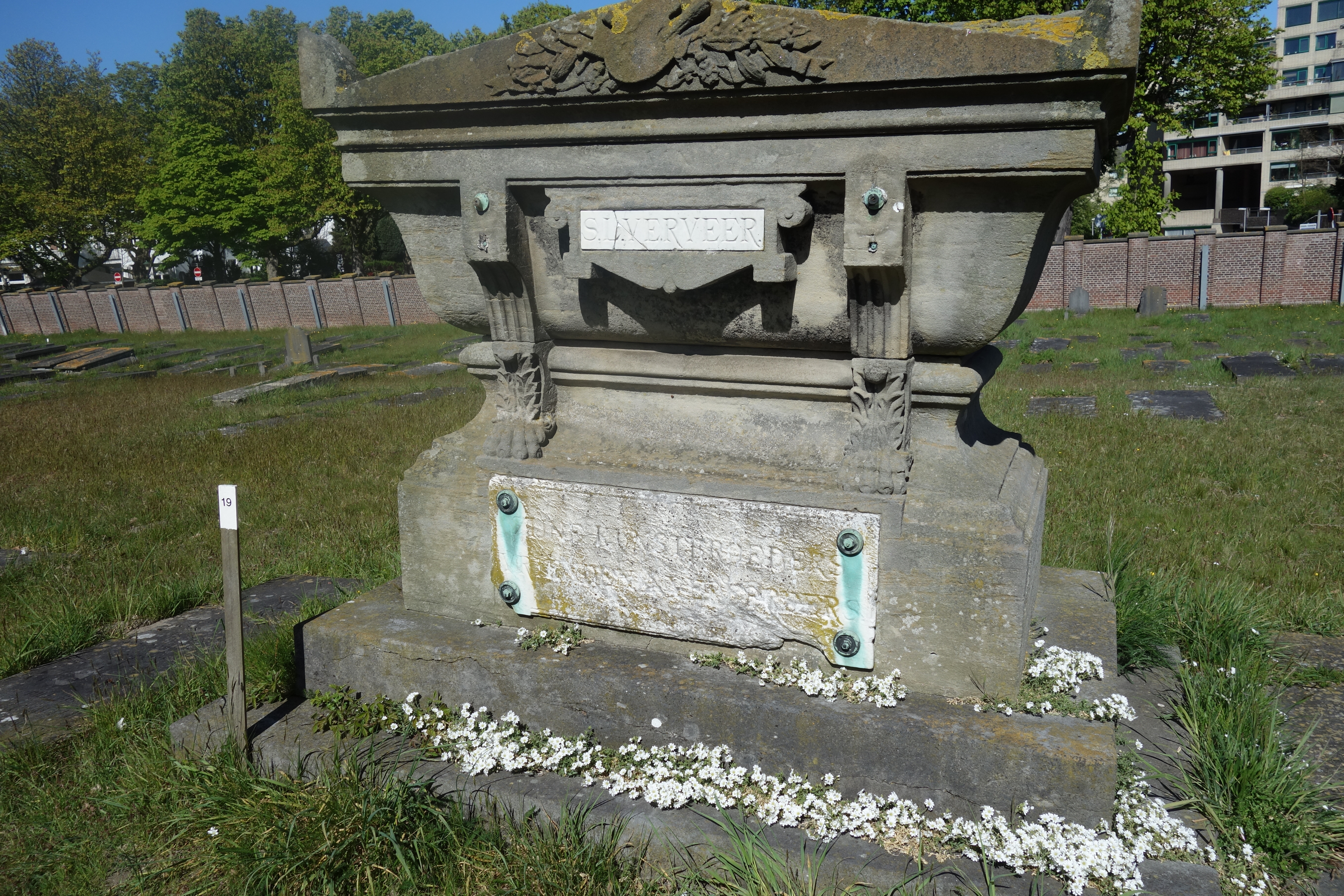
Graf Salomon Verveer
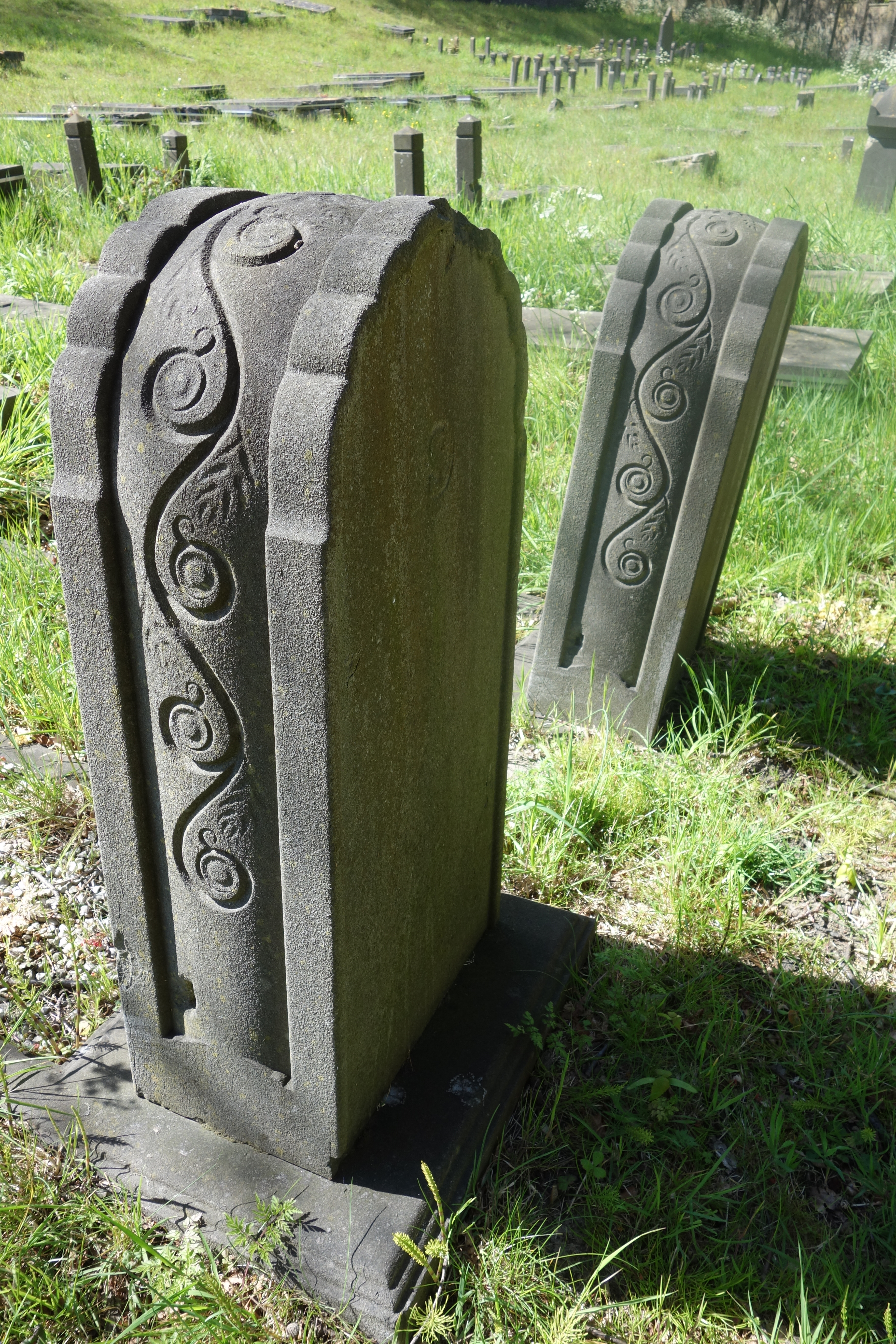

## Haagse Joden
De eerste maal dat in een historische bron melding wordt gemaakt over een Joodse inwoner in Den Haag is omstreeks 1343. Later kende Den Haag tot omstreeks 1600 nog slechts bekeerde Joden als inwoners. Albrecht van Beieren, hertog van Beieren en graaf van Holland, bewoner van het Haagse Binnenhof, beloonde Haagse Joden die zich bekeerden tot het christendom.
Na 1600 arriveerde de Sefardische Joden uit Spanje, Portugal en Italië. Zij trokken aan het einde van de 16de eeuw vanuit Portugal naar het Noorden, omdat Portugal in 1580 onderdeel van Spanje werd. In Spanje werden in die periode Joden gedwongen zich te bekeren. Velen van hen woonden eerst in Antwerpen, maar toen dat tijdens de Tachtigjarige Oorlog ook in Spaanse handen kwam, trokken zij verder en vestigden zich onder andere in de buurt van de Nieuwe Uitleg in Den Haag. Ze waren vaak welgesteld. Rond 1674 kwamen er veel joden uit Duitsland en Polen naar Den Haag, zij waren arm en woonden meestal in de Spuibuurt. Ze waren veelal gevlucht voor antisemitische pogroms. De twee groepen vermengden zich tot in de twintigste eeuw niet met elkaar, gemengde huwelijken kwamen vrijwel niet voor.
Van de ruim 10.000 Joden die in de jaren 1930 in Den Haag leefden wist ongeveer 2.000, merendeels ondergedoken, de Duitse bezetting van Nederland te overleven.

## Afbeeldingen

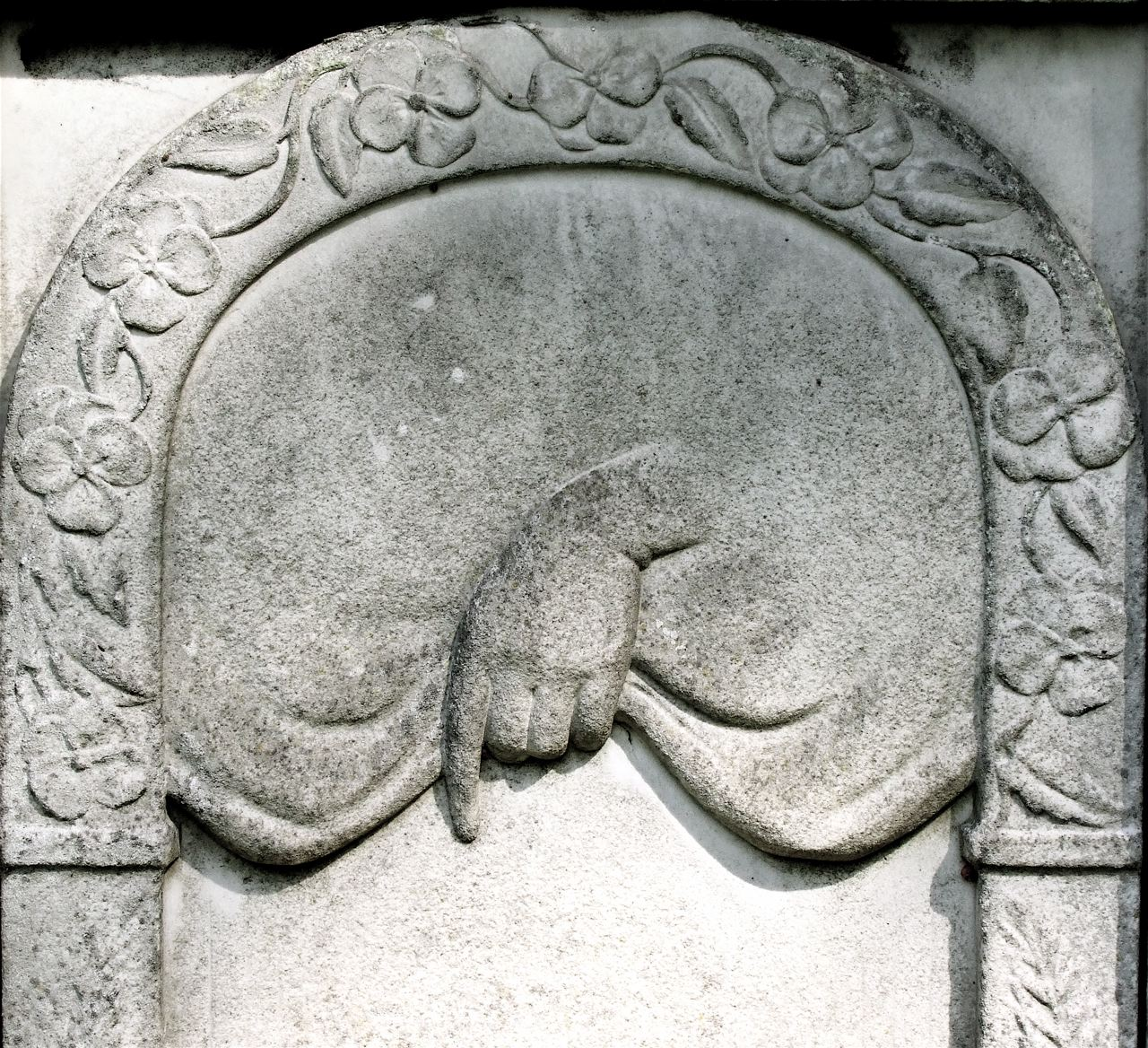
Een tipje van de sluier wordt opgelicht
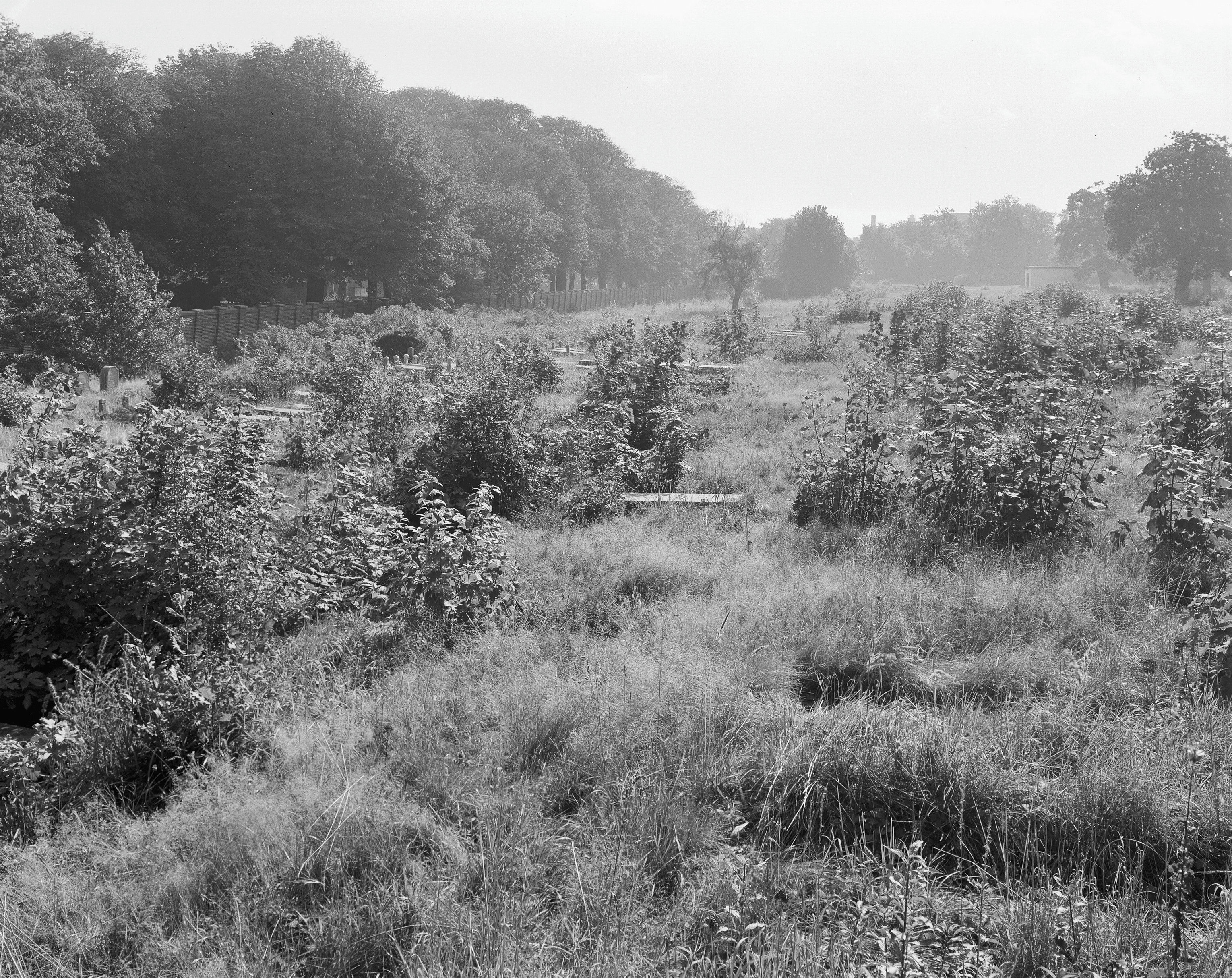
De begraafplaats in 1962
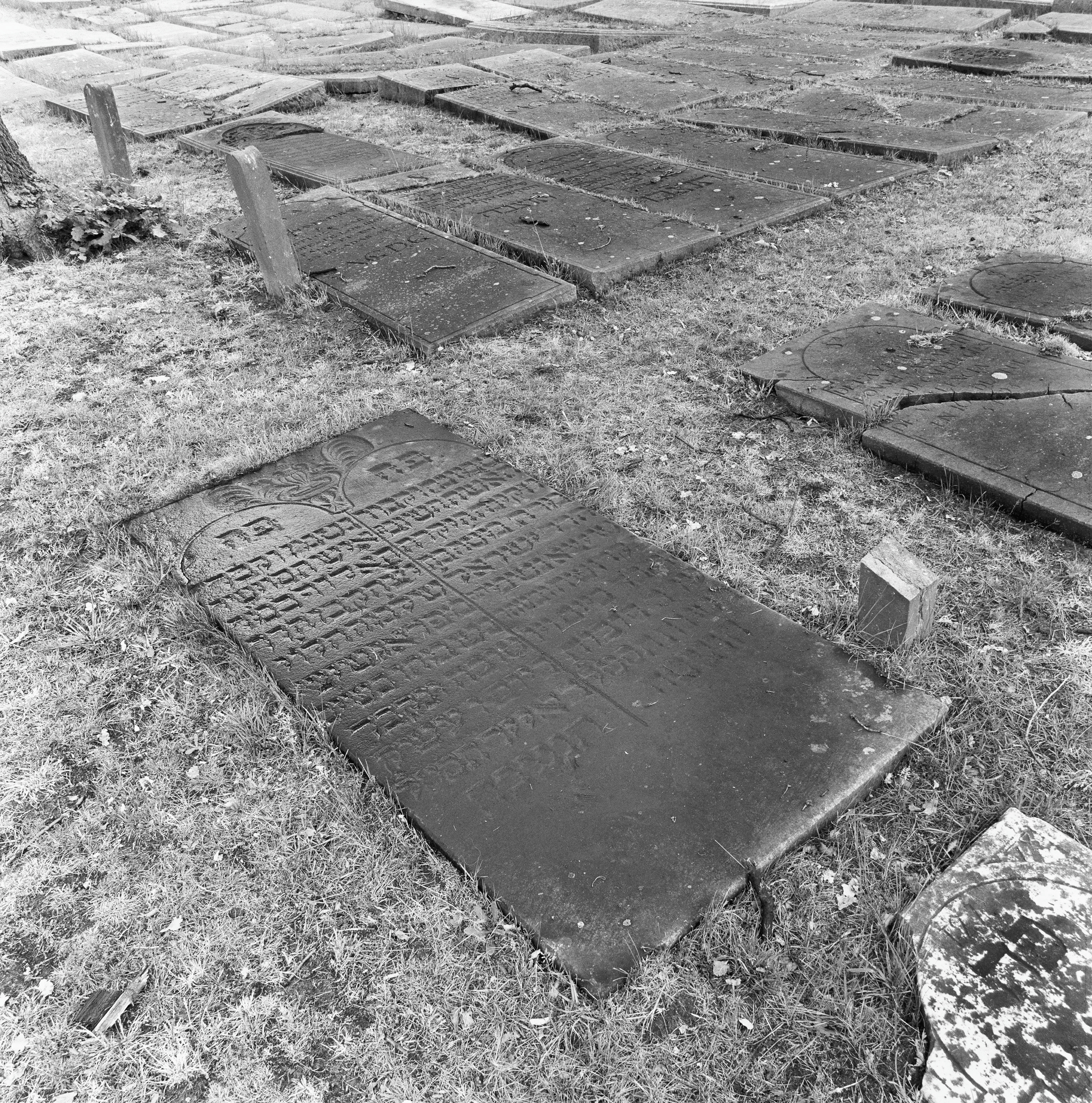
Grafstenen in 1980
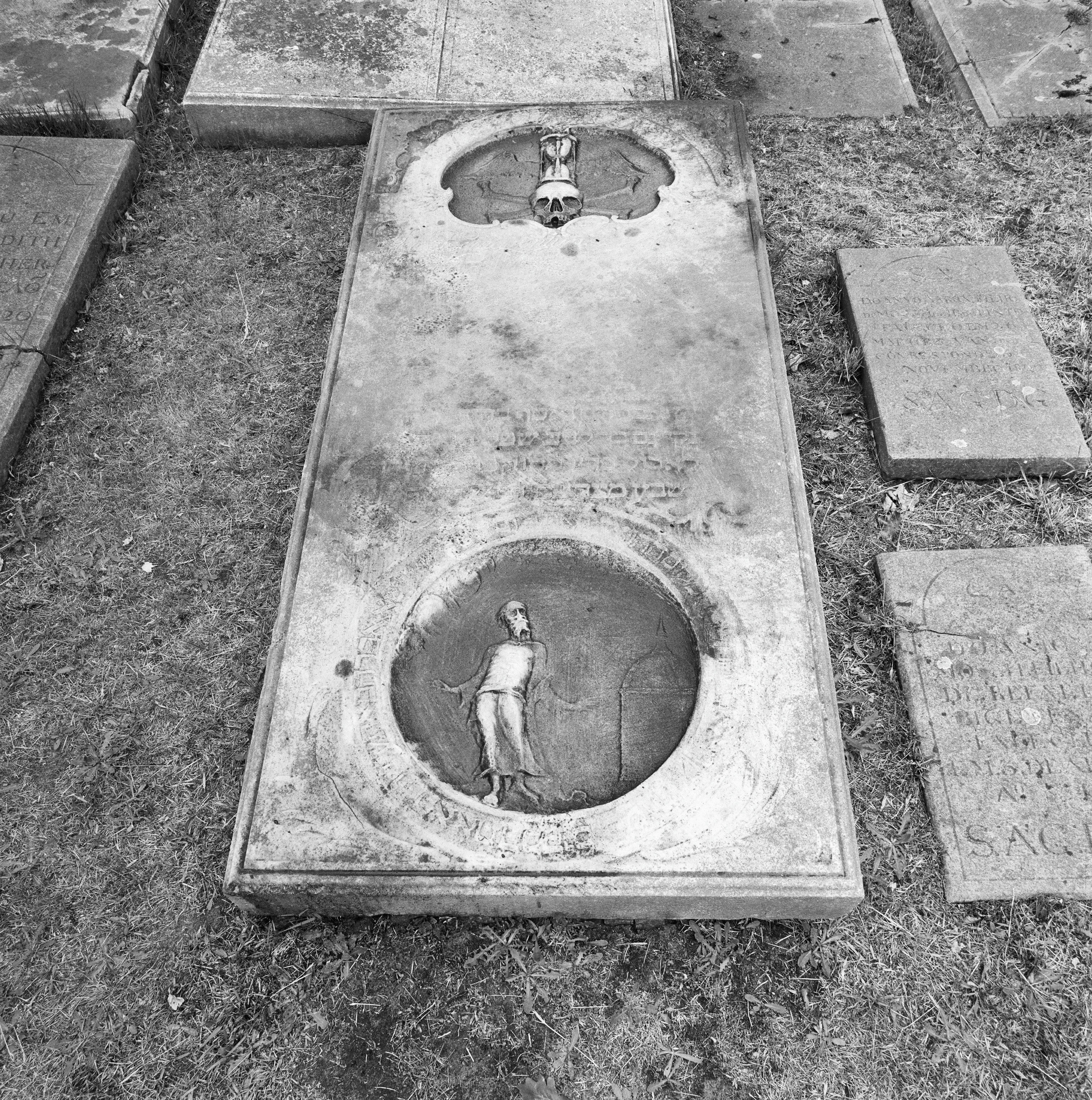
Marmeren zerk
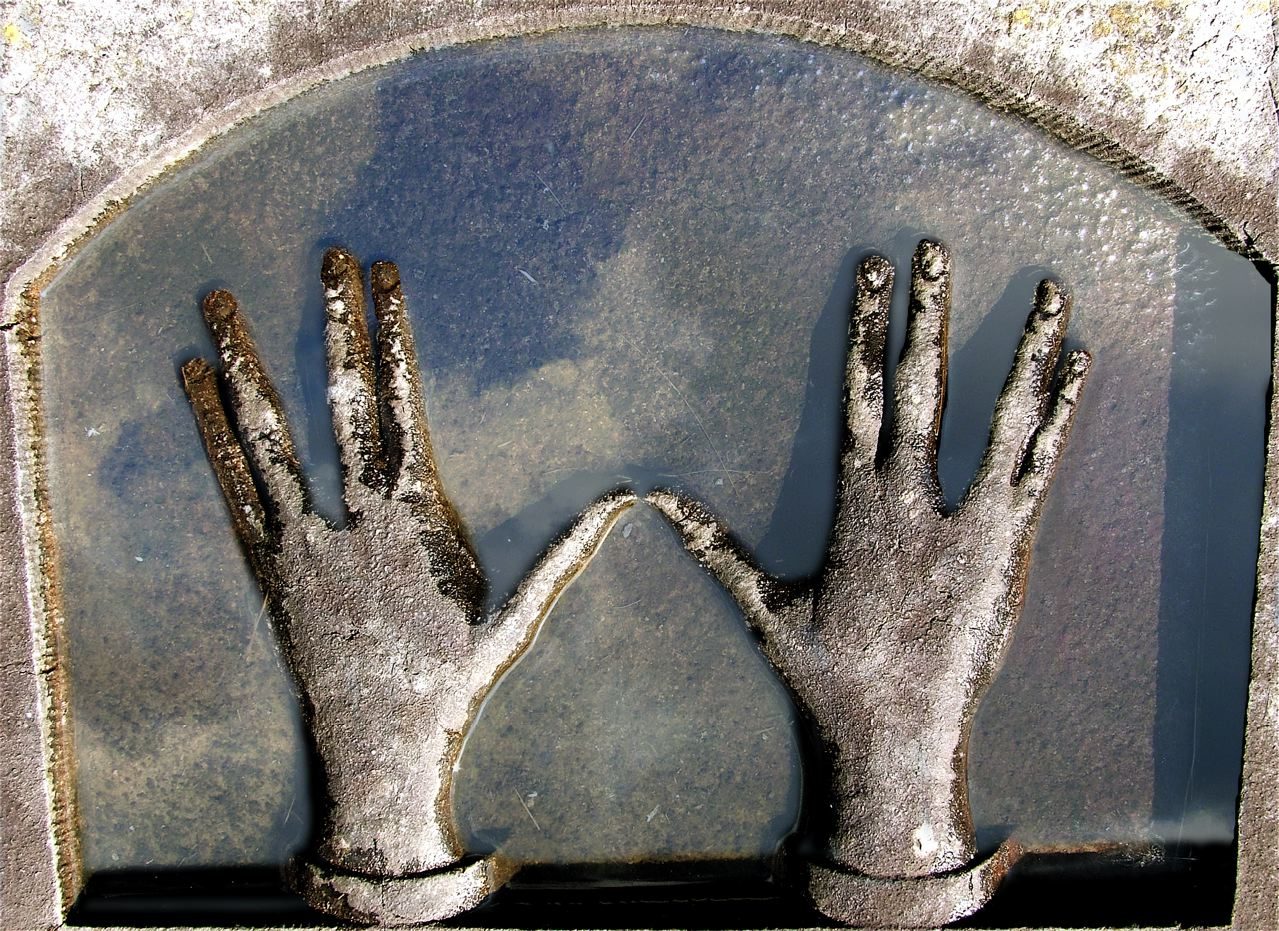
De zegenende handen van een Cohen

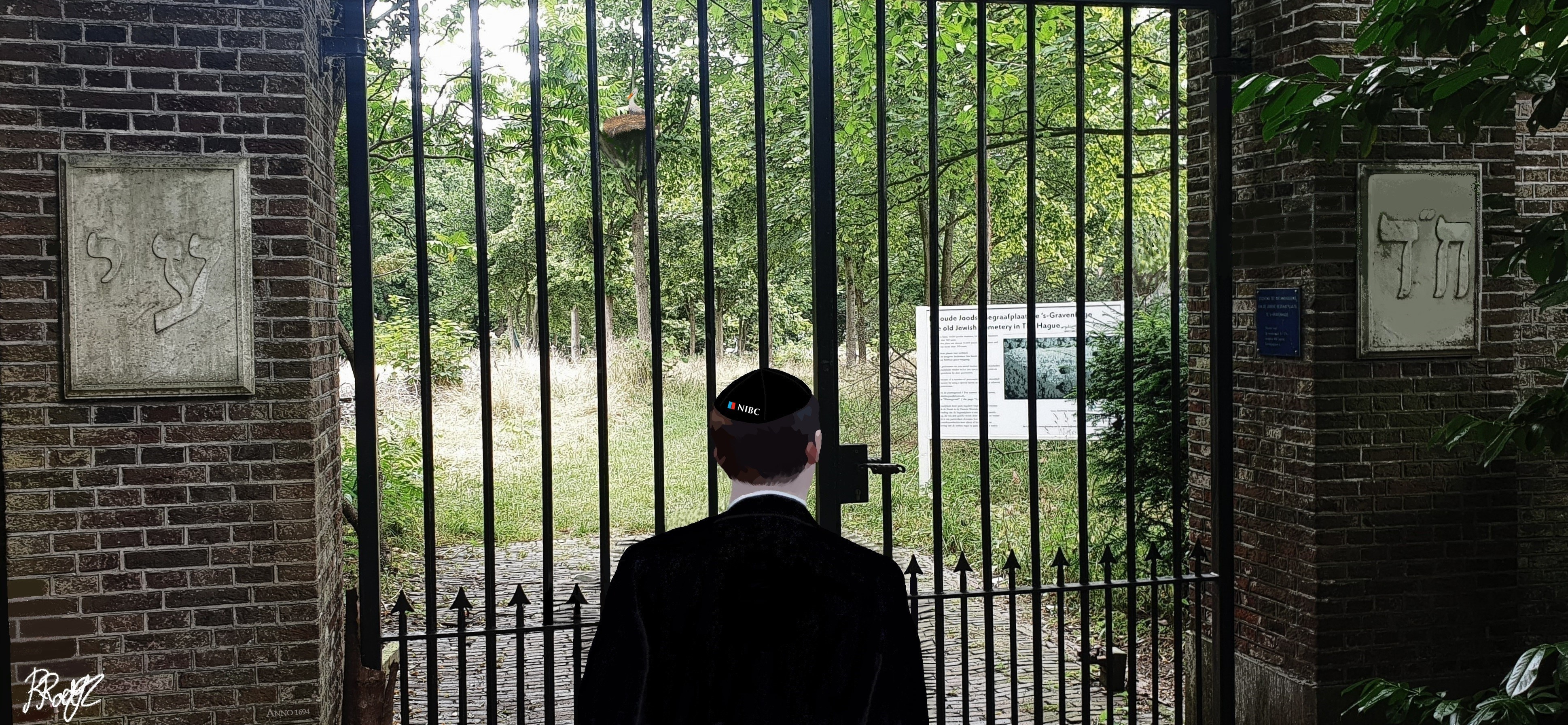
Ingang/toegangspoort van de Joodse begraafplaats in Den Haag, 2005